# Marcé-sur-Esves

Marcé-sur-Esves este o comună în departamentul Indre-et-Loire, Franța. În 1 ianuarie 2022 avea o populație de 251 de locuitori.